# 米科什塞普洛克
米科什塞普洛克，是匈牙利沃什州所辖的一个村，总面积18.66平方公里，总人口333，人口密度17.8人/平方公里（2010年1月1日）。